# Makefu
Makefu ist einer der vierzehn Orte auf der Insel Niue. Die Insel ist seit 1974 durch einen Assoziierungsvertrag mit Neuseeland verbunden. Bei der Volkszählung 2017 zählte man in Makefu 70 Einwohner.

## Geografie
Das Dorf befindet sich im Westen der Insel Niue im historischen Gebiet Motu und umfasst ein Gebiet von 17,13 km². Im Norden grenzt es an Tuapa und im Süden an Alofi North.

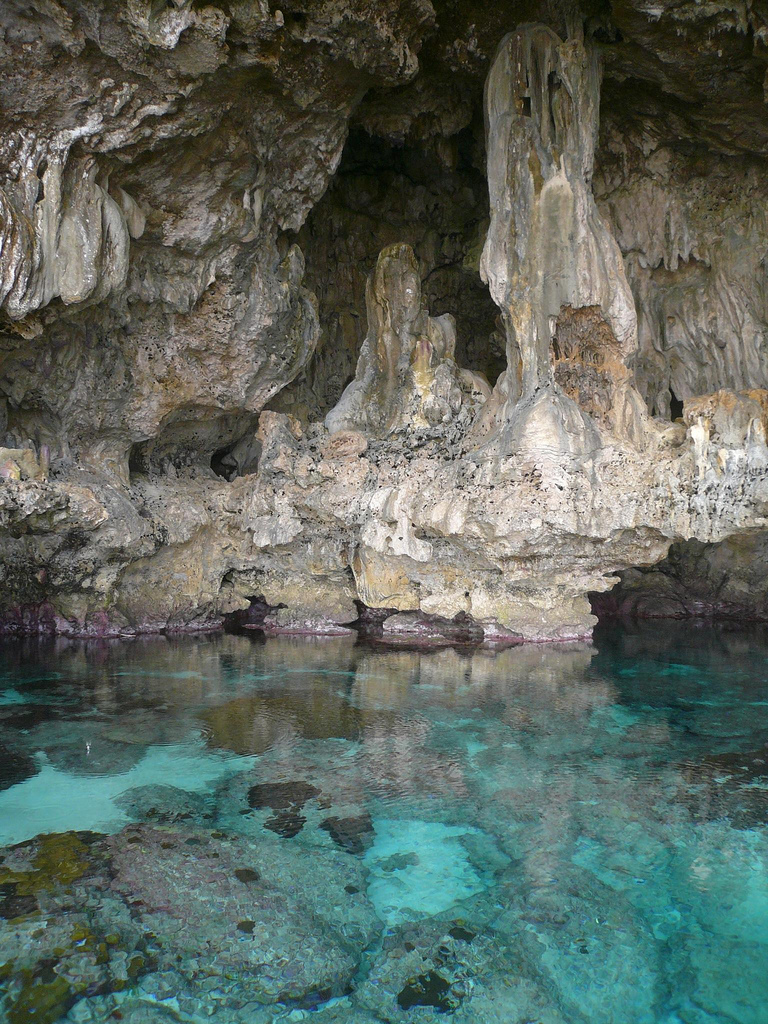
Avaiki-Höhle

Im Westen verfügt der Ort über einen Meereszugang. An der Küste von Makefu, nahe der Grenze zu Tuapa, befindet sich die Avaiki-Höhle. Dieser Küstenabschnitt ist bekannt für das Tauchen, wo man vor allem Haie und Schildkröten beobachten kann.

## Geschichte
Das Dorf wurde von Dorfbewohnern aus Tuapa gegründet.